# فرودگاه میلک ریور
فرودگاه میلک ریور (به انگلیسی: Milk River Airport) یک فرودگاه همگانی است که یک باند فرود آسفالت دارد و طول باند آن ۹۰۰ متر است. این فرودگاه در کشور کانادا قرار دارد و در ارتفاع ۱۰۵۱ متری از سطح دریا واقع شده‌است.